# New Age (Lied)
New Age ist ein Lied des Sängers Marlon Roudette, das erstmals am 20. Juli 2011 veröffentlicht wurde. Es ist aus Roudettes Album Matter Fixed und ist im Soundtrack zum Film What a Man enthalten. Es ist die Debütsingle Roudettes ohne Mattafix.

## Hintergründe und Stil
Nachdem Roudette sich von seiner Band und seinem Label trennte, war „New Age“ die erste Single, die er alleine veröffentlichte. Geschrieben wurde der Text von Roudette und Guy Chambers, welcher das Lied auch mit produzierte. Roudette erzählte, dass er derjenige gewesen sei, der an ihn geglaubt hatte, und dass er via MySpace Kontakt zu Roudette aufgenommen hatte, nachdem Chambers einige Jahre zuvor bei einem Konzert von Mattafix dabei gewesen wäre. Marlon Roudette erklärte gegenüber The Sun, dass es im Lied darum ginge, weiterzumachen und nicht aufzugeben.
Plattentests.de beschrieb New Age so: „Die Ballade "New age" tänzelt über das Klavier, saugt sich seine Rhythmusgruppe aus dem PC, während kleine Synthiesternschnuppen vorbeifliegen und dem verstorbenen Mathou begegnen, dessen "You’ll never walk alone" in "New age" reinkarniert.“, Allmusic stufte es in die Genres Rock und Pop ein, Rober Copsey von Digital Spy bezeichnete es als „[…]a piano-led love song that wouldn't sound out of place on a Bruno Mars album until he puts his own trip-poppy twist on it for the chorus“.

## Rezeption

### Chartplatzierungen
New Age erreichte in Deutschland die Chartspitze der Singlecharts und verweilte acht Wochen an ebendieser. In den deutschen Airplaycharts erreichte die Single ebenfalls für sieben Wochen die Spitzenposition.
| ChartsChartplatzierungen     | Höchstplatzierung | Wochen |
| ---------------------------- | ----------------- | ------ |
| Deutschland (GfK)            | 1 (34 Wo.)        | 34     |
| Österreich (Ö3)              | 1 (25 Wo.)        | 25     |
| Schweiz (IFPI)               | 1 (36 Wo.)        | 36     |
| Vereinigtes Königreich (OCC) | 90 (2 Wo.)        | 2      |

| ChartsJahrescharts (2011) | Platzierung |
| ------------------------- | ----------- |
| Deutschland (GfK)         | 6           |
| Österreich (Ö3)           | 26          |
| Schweiz (IFPI)            | 14          |

### Auszeichnungen für Musikverkäufe
Das Lied wurde in Deutschland für 450.000 Verkäufe mit dreifachem Gold sowie in Österreich für 30.000 Verkäufen mit Platin ausgezeichnet.
| Land/Region        | Auszeichnungen für Musikverkäufe (Land/Region, Auszeichnung, Verkäufe) | Verkäufe |
| ------------------ | ---------------------------------------------------------------------- | -------- |
| Deutschland (BVMI) | 3× Gold                                                                | 450.000  |
| Niederlande (NVPI) | Gold                                                                   | 10.000   |
| Österreich (IFPI)  | Platin                                                                 | 30.000   |
| Schweiz (IFPI)     | Gold                                                                   | 15.000   |
| Insgesamt          | 3× Gold · 2× Platin ·                                                  | 505.000  |